# Alles finster
Alles finster, Untertitel Überleben für Anfänger, ist eine österreichische Fernsehserie von Regisseur Michael Riebl nach einem Drehbuch von Selina Gina Kolland. 2024 wurde die Serie um eine zweite Staffel verlängert.

## Handlung
Nach einem europaweiten Blackout funktioniert nichts mehr, weder Handy noch Kühlschrank. Auch in Kekenberg in der Dela drohen bald Chaos und Panik. Denn Edi, der aus einer Schnapslaune heraus zum Bürgermeister gewählt worden war, hat für ein solches Szenario ebenso wenig einen Plan wie Oberleutnant Julia Lehner oder Major Hermann Pokorny von der in der Nähe befindlichen Kaserne des österreichischen Bundesheeres, wo es ebenfalls kein Notstromaggregat gibt.
Während Verschwörungstheoretiker Norbert die Theorie verbreitet, die Echsenmenschen stünden hinter dem Blackout, bringt Pfarrer Matias seine Schäfchen zusammen, das Gasthaus der schwangeren Wirtin Elisabeth wird zum Krisenzentrum.
Bald werden die Lebensmittel knapp. Landwirt Lukas, der mit seiner Freundin Resi am Meer auf Urlaub weilt, hat seine Schweine dem etwas planlosen Klaus überlassen. Ausgerechnet die an einer Angststörung leidende ehemalige Fußballspielerin Laura nimmt die Organisation der Lebensmittelbeschaffung in die Hand. Nach erfolglosen Versuchen der Nahrungsbeschaffung gibt es in der Dorfgemeinschaft nach dem Genuss von Pilzen auch noch einen Todesfall zu beklagen, die Dorfälteste Gitti stirbt. Agnes schickt ihren Ehemann Michi  mit einer Schrotflinte in den Stall.
In dieser Situation bleiben lediglich die beiden aus Deutschland stammenden Prepper Carola und Jens zunächst gelassen, weil sie über einen Keller voll mit Lebensmitteln verfügen. Sie sondern sich zunächst von der restlichen Dorfgemeinschaft ab. Allerdings geht ihrer Tochter Marie das Insulin aus. Mit dem Stromausfall flammt außerdem die Feindschaft zum Nachbarort Mucking wieder auf.
Lauras Freund Patrick fährt mit dem Rad zum nächsten Versorgungspunkt, um Insulin für Marie zu organisieren. Er schafft es, rechtzeitig damit zu ihr zurückzukehren. Lukas kehrt mit seiner Freundin Resi aus dem Urlaub zurück und findet seinen Stall komplett abgebrannt vor. Die darin befindlichen Schweine wurden von den Muckingern gestohlen.
Außerdem taucht Ulli, die Mutter von Bürgermeisterssohn Jakob, auf, die bis zum Stromausfall im Gefängnis gesessen war.  Während eines Fußballmatches zwischen den Kekenbergern und den Muckingern holen sich Lukas, Ulli, Elisabeth und einige andere Dorfbewohner die Schweine von den Muckingern zurück. Dabei werden sie zwar von Bernhard, dem Vater der mittlerweile zur Welt gekommenen Tochter von Elisabeth, erwischt, er lässt sie jedoch mit den Schweinen ziehen.
Pfarrer Matias und Wirtin Elisabeth beginnen eine Beziehung. Jakob, der mit Marie liiert ist, findet eine Möglichkeit, mit einem Fahrrad Strom zu erzeugen. Die Pläne dafür lässt Major Pokorny durchgeben, sodass auch andere mit dem Fahrrad eigenen Strom erzeugen können. Die Kekenberger Dorfgemeinschaft feiert ein Fest rund um ein Lagerfeuer.

## Veröffentlichung
Die Erstausstrahlung der ersten Staffel erfolgte im ORF ab dem 25. April 2022 in Doppelfolgen. Auf Flimmit wurde die Serie am 18. April 2022 veröffentlicht.
In der ARD Mediathek wurden alle Folgen der ersten Staffel am 6. September 2022 veröffentlicht, das BR Fernsehen strahlte ab dem 13. September 2022 Doppelfolgen aus. 2024 wurde die Serie um eine zweite Staffel verlängert.

## Produktion und Hintergrund
Die Dreharbeiten zur ersten Staffel fanden an 48 Drehtagen vom 20. Juli bis zum 24. September 2021 in Niederösterreich statt. Drehort für die fiktive Gemeinde Kekenberg an der Della war Thernberg in der Gemeinde Scheiblingkirchen-Thernberg.
Produziert wurde die Serie von der österreichischen Allegro Film (Produzenten Helmut Grasser und Gabi Stefansich). Beteiligt waren der Bayerische und der Österreichische Rundfunk. Unterstützt wurde die Produktion vom Fernsehfonds Austria und vom Land Niederösterreich.
Die Kamera führte Marcus Kanter. Für das Szenenbild zeichnete Daniel Steinbach verantwortlich, für das Kostümbild Anita Stoisits, für den Ton Roland Winkler, für die Maske Tünde Kiss-Benke und Karoline Strobl und für das Casting Nicole Schmied.
Die Dreharbeiten zur zweiten Staffel starteten am 24. September 2024 unter dem Arbeitstitel Alles finster – Der Winter kommt und sollen bis Ende November 2024 dauern.

## Rezeption

### Einschaltquote
Die erste Folge sahen bei Erstausstrahlung im ORF am 25. April 2022 durchschnittlich 680.000 Zuseher bei einem Marktanteil von 24 Prozent, die zweite Folge 623.000 Personen bei einem Marktanteil von 22 Prozent.
Durchschnittlich wurden die sechs Folgen bei Erstausstrahlung im ORF von 557.000 Zusehern verfolgt. Bei den ersten beiden Folgen nutzten weitere 102.000 bzw. 75.000 Seher die TVthek in den sieben Tagen nach der Erstausstrahlung.

### Kritiken
Oliver Jungen bezeichnete die Serie in der Frankfurter Allgemeinen Zeitung als die optimistische österreichische Schmäh-Antwort auf 8 Tage. Regisseur Michael Riebl habe die Story in heimelig gemütliche, alles andere als finstere Bilder gesetzt. Viele der Szenen seien von so charmanter Situationskomik, dass das über einige Längen, flapsige Wendungen, das eher schwache Finale oder die nicht sehr ausgeprägte Charakterentwicklung hinweghelfe. Die Serie liefere amüsante Unterhaltung, auch wenn das Buch mitunter ins Trudeln und Blödeln gerate.
Franziska Wenzlick meinte auf prisma.de, dass es  nicht zuletzt der tiefschwarze Humor sei, der die Serie weitaus realistischer erscheinen lasse als vergleichbare Erzählungen wie Blackout.